# Molindon
A molindon (INN: molindone) a szkizofrénia és az agresszív típusú magatartászavarok kezelésére adott gyógyszer.
Laboratóriumi állatokban csökkenti az agresszivitást, a spontán helyváltoztatást és az amfetaminok okozta hiperaktivitást. Csökkenti a tetrabenazin(en) okozta depressziót.

## Hatásmód
Az agyban található D2 dopamin-receptorok(en) gátlásával hat. A pontos hatásmechanizmus nem ismert. Jóval kevésbé hat a D1 dopamin-(en), a kolinerg(en) és az α-adrenerg receptorokra(en).

## Mellékhatások
A hasonló szerekhez hasonlóan a leggyakoribb mellékhatás a Parkinson-szindróma(en), mely a Parkinson-kórhoz hasonló tünetekkel jár (izommerevség, remegés, meglassult mozgás, szédülés, ájulás). A molindon elhagyásával a tünetek megszűnnek.
A többi hasonló szerhez hasonlóan hosszabb idejű szedés vagy a szedés abbahagyása okozhat tardív diszkinéziát.
Egyéb mellékhatások: szájszárazság, vagy épp ellenkezőleg: megnövekedett nyálképződés, emésztőrendszeri panaszok, hiperaktivitás, depresszió vagy épp ellenkezőleg: eufória, a mell megnagyobbodása, anyatej képződése, a menstruáció elmaradása.
Az alkohol súlyosbíthatja a mellékhatásokat.
Egy másik mellékhatás a súlycsökkenés; ebben a molindon különbözik a hasonló szerektől.
Időskori elbutulásban(en) szenvedők között a várható élettartam csökkenését figyelték meg, bár a halál oka általában fertőzés vagy szívrendellenesség volt. Ilyen betegeknél a szer ellenjavallt.
A molindon csökkenti az izzadást, ezért kerülni kell a nagy hőséget a hőguta veszélye miatt.

## Adagolás
Szájon át, naponta négyszer. A szokásos kezdő adag napi 50–75 mg, ami 3–4 napon elteltével 100 mg-ra növelendő. A legnagyobb adag 225 mg/nap; idősek esetén ennél kevesebb.
A molindon a teljes hatását több héttel a szedés megkezdése után fejti ki.
A molindon ellenjavallt 12 éven alul a klinikai tapasztalatok hiánya miatt. Ugyancsak ellenjavallt terhesség és szoptatás alatt.

## Készítmények
A nemzetközi gyógyszerkereskedelemben:
- Moban (hidroklorid formában)

Magyarországon nincs forgalomban.